# 1840 ve fotografii

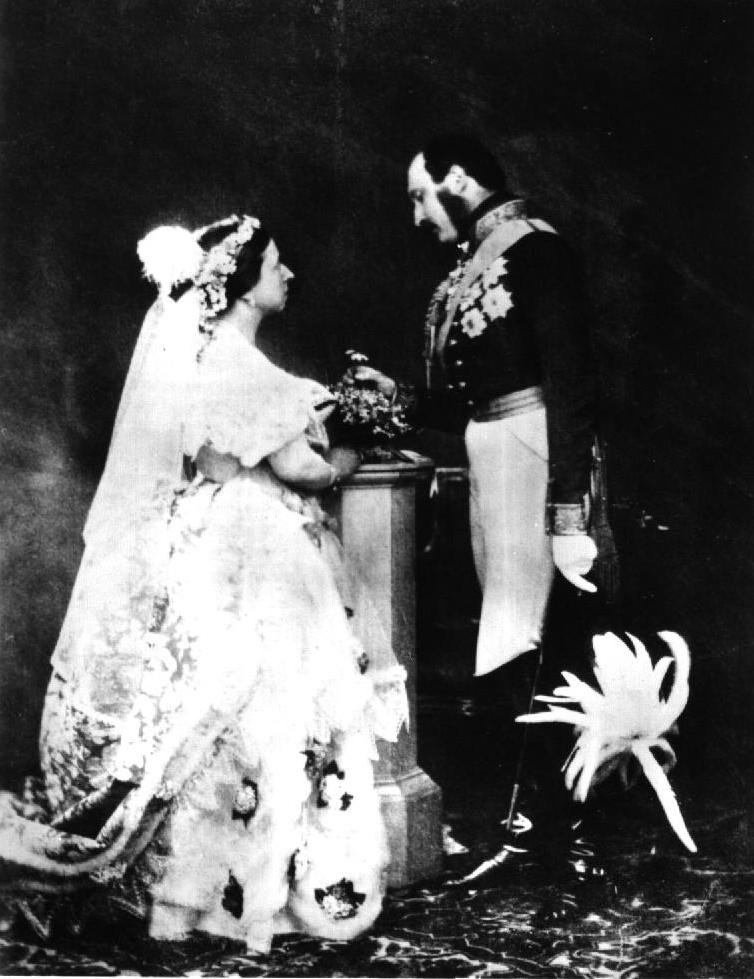
Jedna z prvních zaznamenaných svatebních fotografií – svatba královny Viktorie s princem Albertem 10. února 1840

Tento článek obsahuje významné fotografické události v roce 1840.

## Události
- 10. února – vznikla jedna z prvních zaznamenaných svatebních fotografií – královny Viktorie s princem Albertem.
- 24. února – Hippolyte Bayard zveřejnil svůj vlastní fotografický proces známý jako přímý pozitivní tisk.
- „začátek roku“ – Na střeše hlavní budovy New York University, v podmračený den, s 65vteřinovou expozicí pořídil nejstarší portrét ženy fotograf John William Draper. Na snímku byla jeho sestra Dorothy Catherine Draperová. Aby byl obraz jasnější, měla Dorothy svou tvář pokrytou vrstvou mouky.[1]
- Byl objeven účinek bromu na zcitlivění.
- Josef Maximilián Petzval vynalezl první počítaný objektiv a zredukoval čas expozice o 90 procent.
- 18. října Hippolyte Bayard zveřejnil první zmanipulovanou fotografii, autoportrét Sbohem, krutý světe!.
- Vznikla první astrofotografie, která je připisována Johnovi W. Draperovi, který vyfotografoval Měsíc.
- březen – V USA byl otevřen první nejstarší portrétní fotografický ateliér fotografa Alexandra S. Walcotta.[2]
- Ignác Florus Stašek pořídil nejstarší českou dochovanou fotografii (daguerrotypii) – poštu v Litomyšli.[3]

## Narození v roce 1840

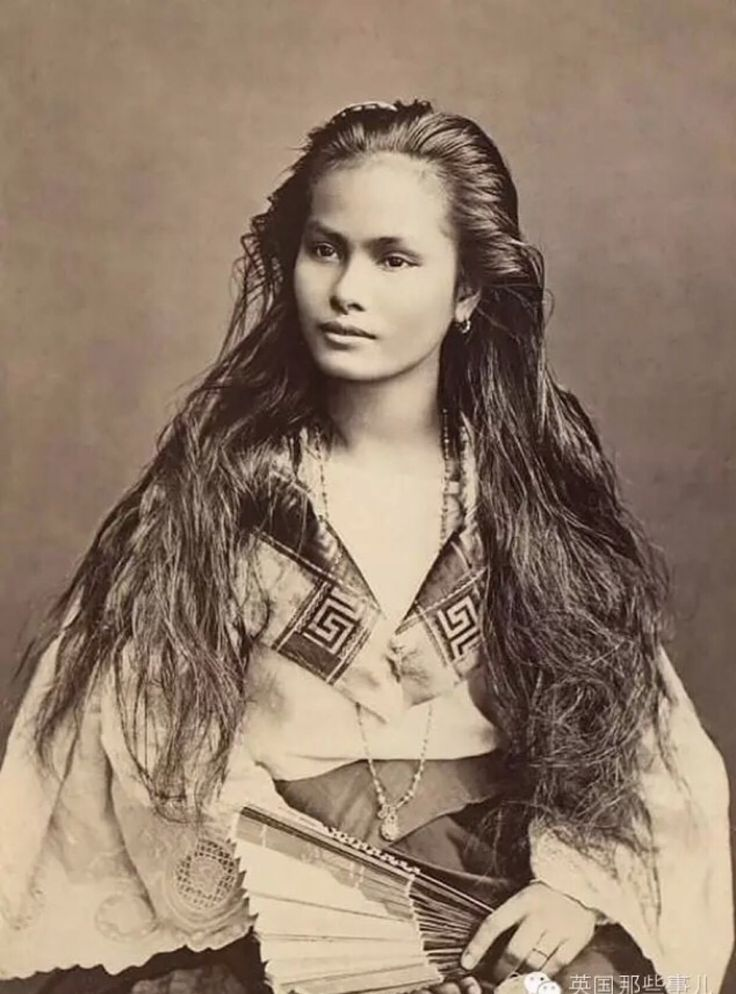
Francisco van Camp: Portrét čínsko-filipínské dívky, asi 1875

- 26. května – Ignác Šechtl, fotograf a průkopník kinematografie († 6. července 1911)
- 12. března – Séraphin-Médéric Mieusement, francouzský fotograf († 10. září 1905)
- 14. června – Alois Beer, rakouský fotograf († 19. prosince 1916)
- 19. června – Ferdinand Schmidt, německý fotograf († 22. srpna 1909)
- 25. srpna – Eugène Trutat, francouzský přírodovědec a fotograf († 6. srpna 1910)
- 2. září – Giovanni Verga, italský spisovatel a fotograf († 27. ledna 1922)
- 30. října Jules Robuchon, francouzský sochař a fotograf († 14. února 1922)
- 11. listopadu – Eduard Josef Ehrlich, český portrétní a místopisný fotograf (†  27. srpna 1914)
- 4. prosince – Auguste Maure, francouzský fotograf († 3. března 1907)
- ? – Timothy H. O'Sullivan, americký fotograf († 14. ledna 1882)
- ? – Charles P. Browne, novozélandský fotograf († 25. května 1916)
- ? – Andreas Reiser, německý fotograf († 1898)
- ? – Tomaso Burato, chorvatský fotograf († 17. ledna 1910)
- ? – Francisco van Camp, holandský fotograf aktivní na Filipínách († ?)
- ? – Charles Harper Bennett, anglický fotografický průkopník († 1927)
- ? – Toma Chitrov, bulharský národní revolucionář, obrozenec a fotograf († 1906)
- ? – Čeněk Hrbek, český fotograf a malíř působící v Plzni (29. června 1840 – 10. července)

## Úmrtí v roce 1840
- ? – Hannah Stilley Gorby, Američanka považovaná za nejstarší narozenou osobu, která byla zachycená na fotografii (* 1746)